# Танок скелетів
«Танок скелетів» (англ. The Skeleton Dance) — чорно-білий короткометражний музичний мультфільм Волта Діснея 1929 року. Є першим музичним мультфільмом і першим у серії «Silly Symphonies». У мультфільмі звучить «Танок смерті» Сен-Санса Danse macabre (Saint-Saëns) і «Марш тролів» Едварда Гріга у обробці Карла Столінга.
Мультфільм займає 18 місце у списку 50 найвизначніших мультфільмів, складеним істориком анімації Джеррі Беком у 1994 році.

## Сюжет
Злісна темрява вкриває старовинний цвинтар, на якому після опівночі поруч з могилами витанцьовують кумедні скелети. Але перший ранковий крик півня перерве танцівників.

## Культурний вплив
- У кліпі на пісню Йоко Оно «Янг-Янг» присутній персонаж мультфільму.
- Музичний номер скелетів з мультфільму Тіма Бертона «Труп нареченої» (2005) є посиланням саме на цей мультфільм Волта Діснея.
- У мультфільму є сіквел «Дім з марами», зроблений у тому ж році. У цьому мультфільмі Міккі Маус ховається від дощу у домі з марами. Смерть змушує Міккі зіграти на органі, доки вона танцює зі скелетами. Міккі дивом вдається втекти з цього дому.

## Критика
|                                                                                   | Для написання закадрової музики Волт Дісней запросив Карла Столлінга. Він не лише написав та аранжував музику до «Пароплавчика Віллі» але й запропонував ідею фільму «Танок скелетів» тим самим відкривши дорогу серіалу «Silly Symphonies» |
| — Леонард Малтін, «Про мишей та магію. Історія американських анімаційних фільмів» | |